# チャールス・ブース

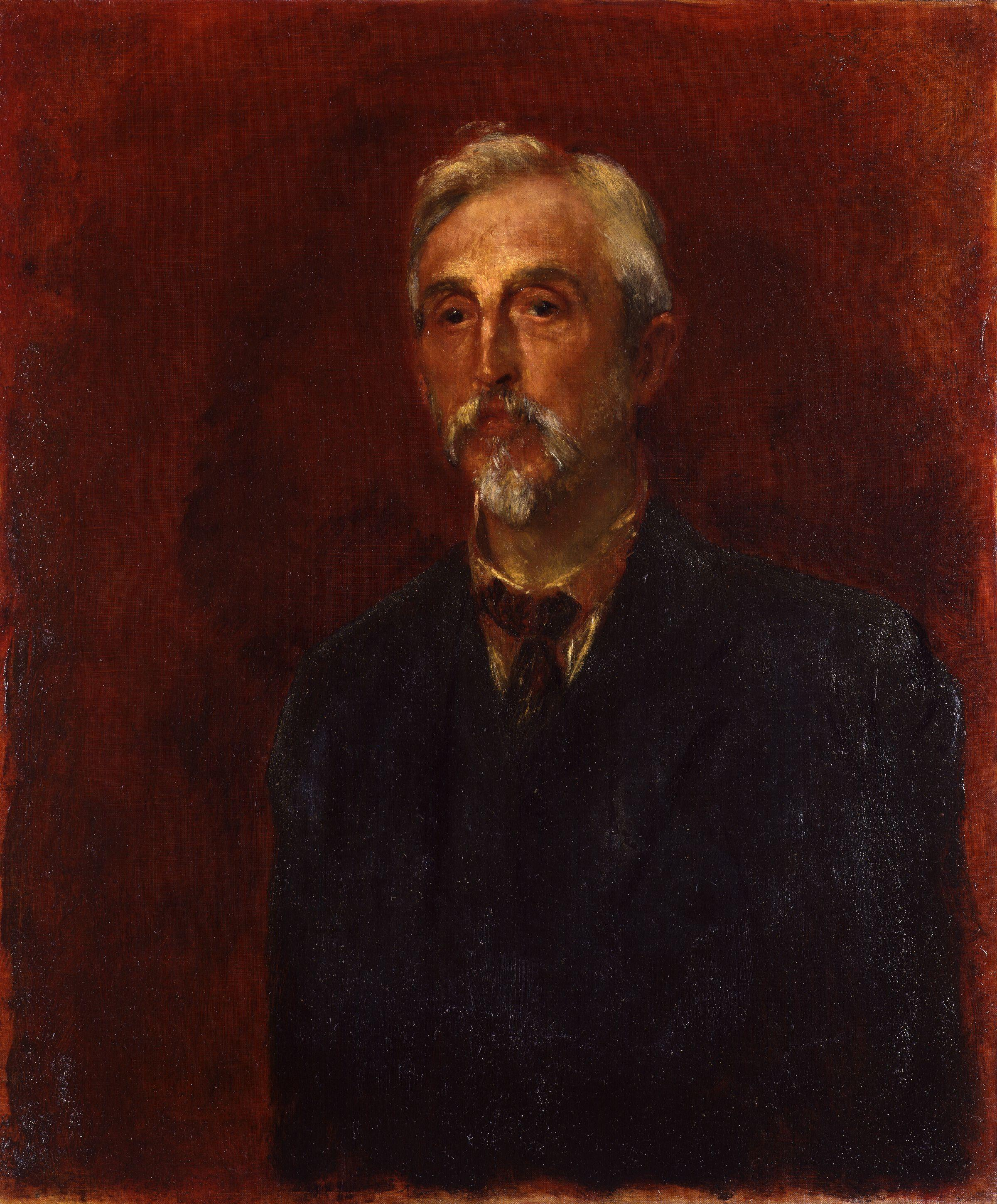
チャールス・ブースの肖像画

チャールス・ブース（Charles Booth、1840年3月30日 - 1916年11月23日）は、イギリスの社会改革運動家・社会調査専門家である。

## 人物
リヴァプール出身。汽船会社の会長、枢密顧問官などを歴任した。1908年老齢年金法の成立に大きな役割を果たした。社会問題を研究し『ロンドンの民衆の生活と労働』を書いた。1899年王立協会フェロー選出、1892年ガイ・メダル金メダル受賞。レスターシャー州で没した。